# Fetabborrtjärnens naturreservat
Fetabborrtjärnens naturreservat är ett naturreservat i Lycksele kommun i Västerbottens län.
Området är naturskyddat sedan 2024 och är 55 hektar stort. Reservatet ligger sydväst om Umgransele och består av barrblandskogar och några små myrar.